# Haltern am See
Haltern am See és una ciutat al districte de Recklinghausen, Renania del Nord-Westfàlia, Alemanya. El 2001 el consistori va decidir d'afegir l'epítet «am See» (= al llac) al nom oficial, no per diferenciar-se de qualsevol localitat homònima, però per a propagar el turisme.

## Geografia

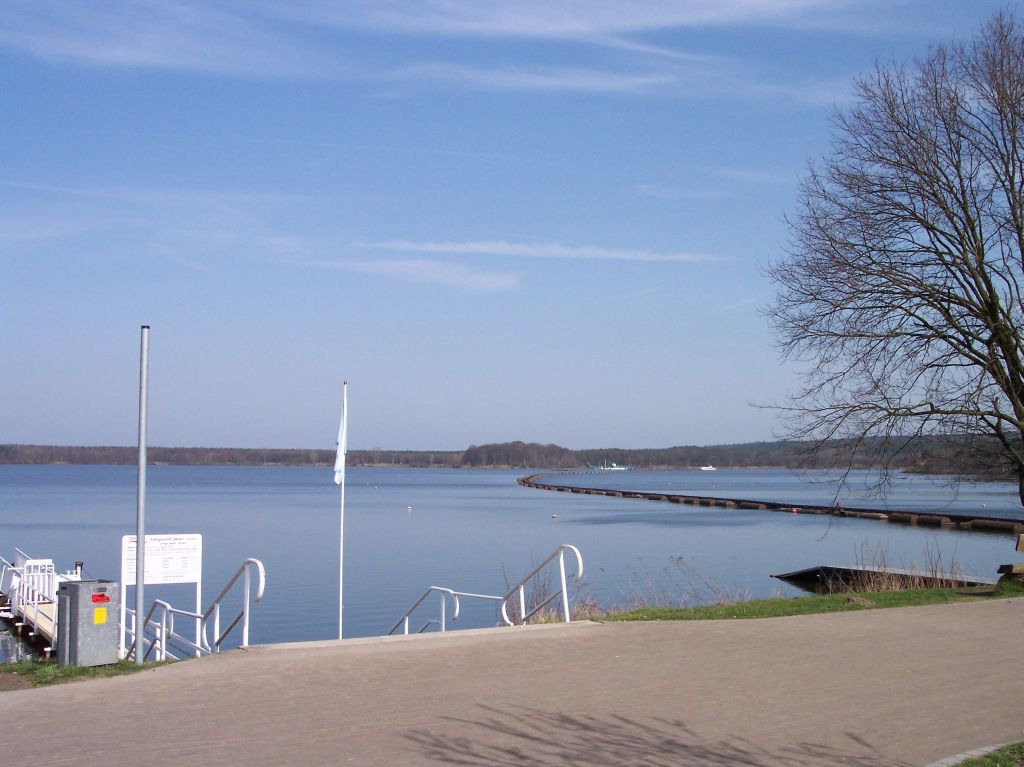
El pantà

Està situat a l'aiguabarreig dels rius Stever i Lippe i del canal de Wesel-Datteln, aproximadament quinze quilòmetres al nord de Recklinghausen. A l'est limita amb el llac Halterner Stausee, de fet un pantà a l'Stever i el Mühlenbach construït el 1930 per a l'abastament d'aigua potable que va esdevenir un lloc popular d'excursió i d'esports aquàtics. Una sèrie de gran boscs, travessats per un xarxa de senders circumden la ciutat.

## Història
A l'actual territori de Haltern els romans van construir la seva base major en preparació de la conquesta de Germània, fracassada l'any 9 després de la batalla del bosc de Teutoburg. A la seva apogeu el campament hostatjava uns cinc mil soldats. El museu LWL-Römermuseum de la ciutat conté una rica col·lecció d'artefactes d'aquesta època.
El 1289, Erard de Diest, príncep-bisbe de Münster va atorgar els primers drets de ciutat hi comprés el dret de construir muralles. Avui en dia van desaparèixer, excepte una torre, però el seu traçat circular encara es reconeix al mapa de la ciutat. Un aiguat a cap d'any de 1570 va canviar el curs del Lippe, que originalment passava per la ciutat, a uns 900 metres més al sud, al seu llit actual. Des del segle xiv fins al 1611 Haltern era membre de la Lliga hanseàtica. Des de la fi del segle xix s'hi van explotar mines de carbó, la mina Auguste Victoria és una de les darreres en actiu s'hauria de tancar el més tard el 2018.
Durant el nazisme (1933-1945) la concentració d'aficionats del nou règim és tan gran que ja des del 1933 rep el seu propi Sturmbann II/9, (batalló d'atac) de les SS. El 1934 s'obre l'escola per a capitosts de les Joventuts Hitlerianes, la primera de Westfàlia. El novembre 1938, durant la nit dels vidres trencats, totes les cases de jueus són escomeses, el contingut fet malbé, la sinagoga destruïda i el cementiri profanat. El novembre 1942 el darreres jueus són transportats al camp de concentració Kaiserwald (Riga). Vers la fi del 1944, el gauleiter Alfred Meyer, un nazi prominent, en temer els bombardejos a Münster va transferir el seu quarter general a un búnquer al lloc dit Helenenhöhe a Haltern. Els bombardejos dels aliats que ja havien començat el 1943 sense gaire danys s'intensifiquen des de la fi del 1944 i fan cada vegada més estralls, sobretot a l'entorn de l'estació. El 3 de febrer del 1945 els aliats ataquen la Helenenhöhe. Meyer va fugir. El 29 de març, l'exèrcit aliat va alliberar la ciutat.
El municipi actual és el resultat de la fusió dels municipis Flaesheim, Hullern, Kirchspeil Haltern i Lippramsdorf, l'1 de gener del 1975.

## Llocs d'interés
- El Museum dels Romans «LWL-Römermuseum»

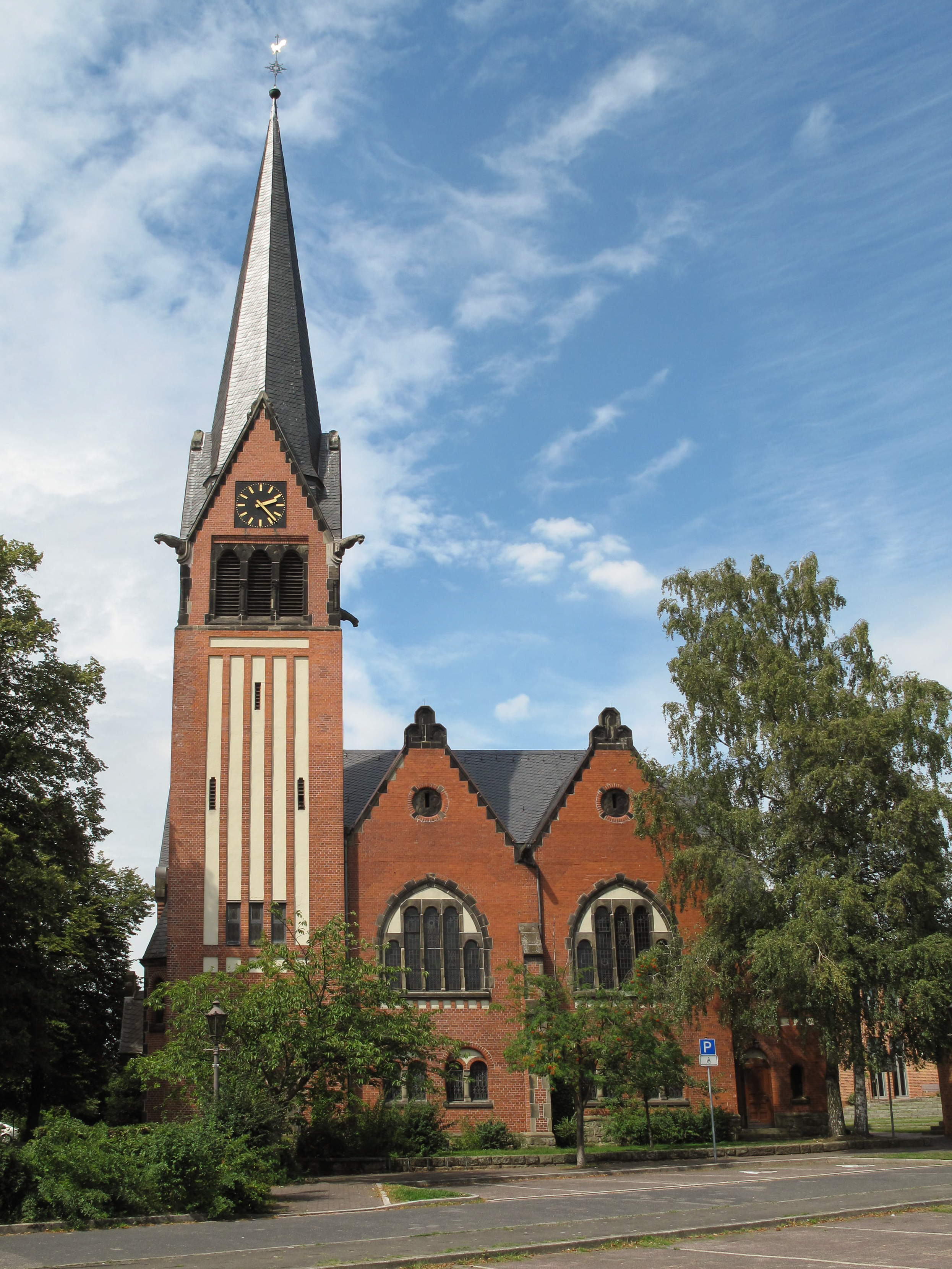
Església protestant
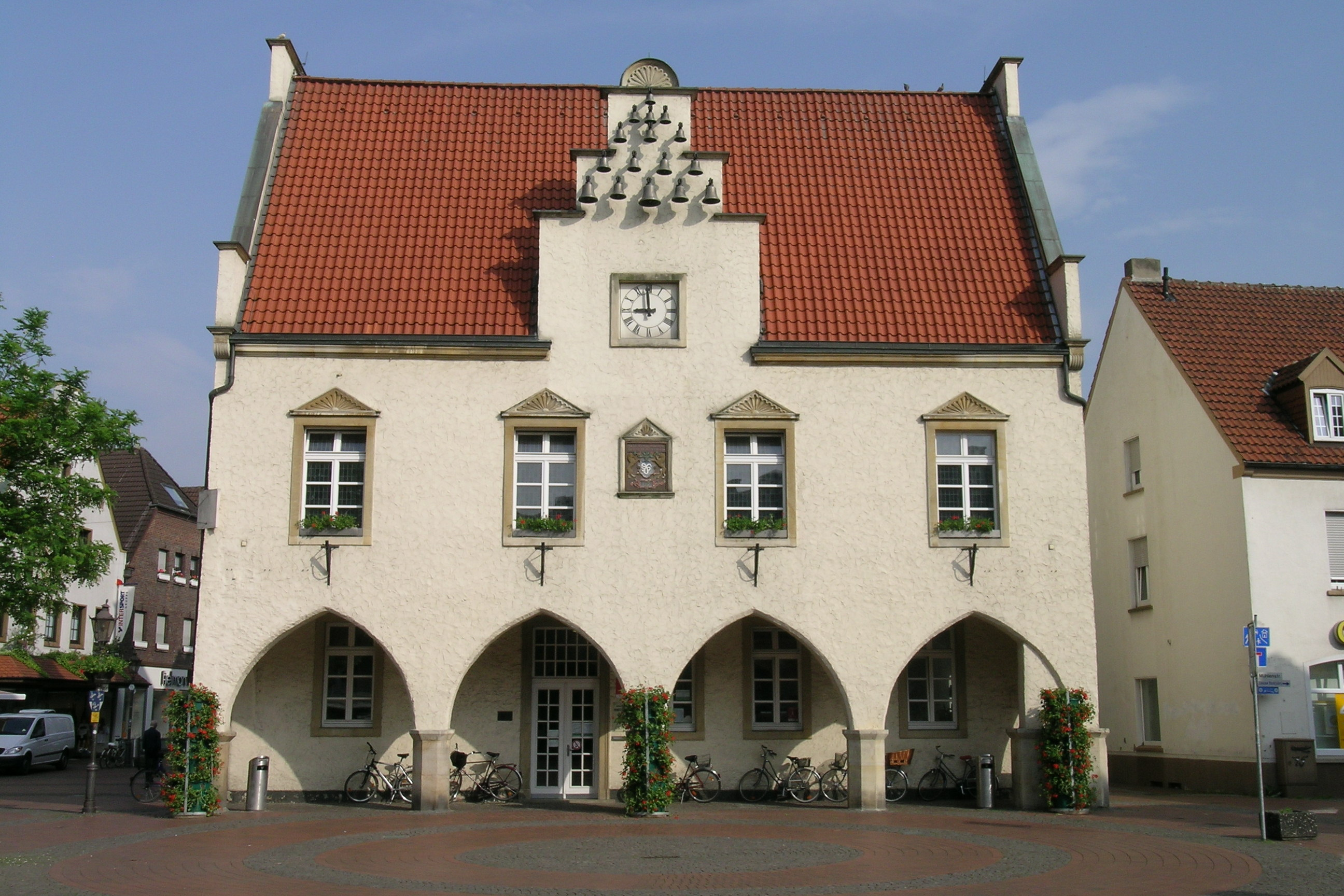
Ajuntament vell
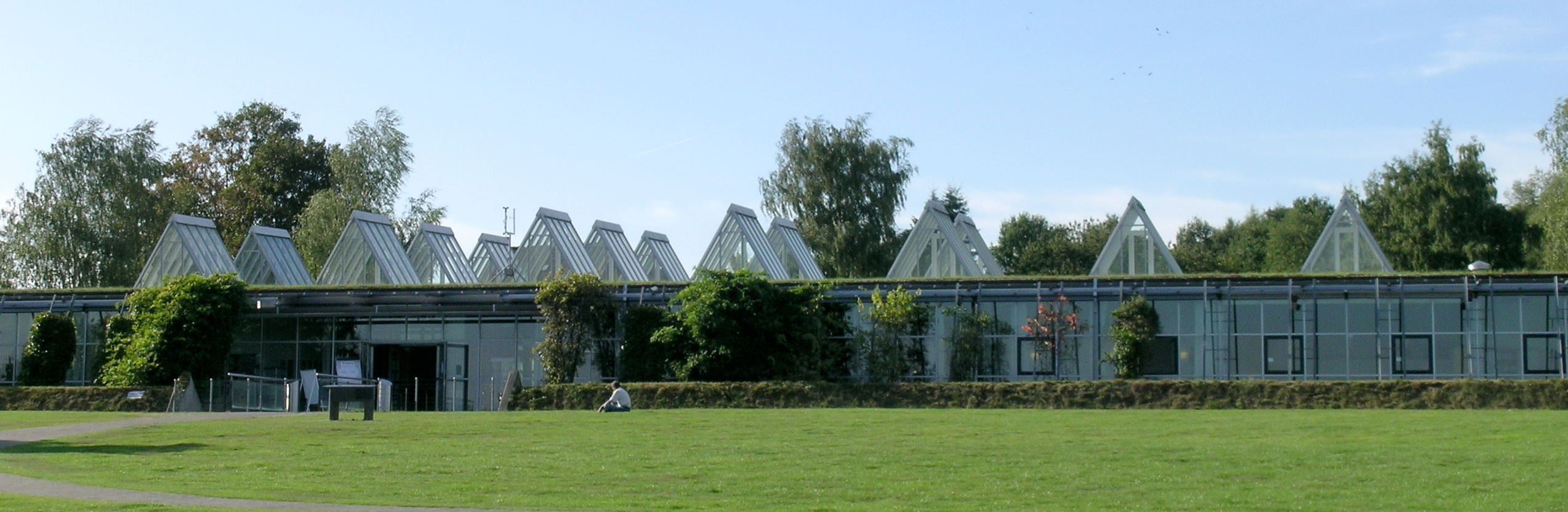
El museu
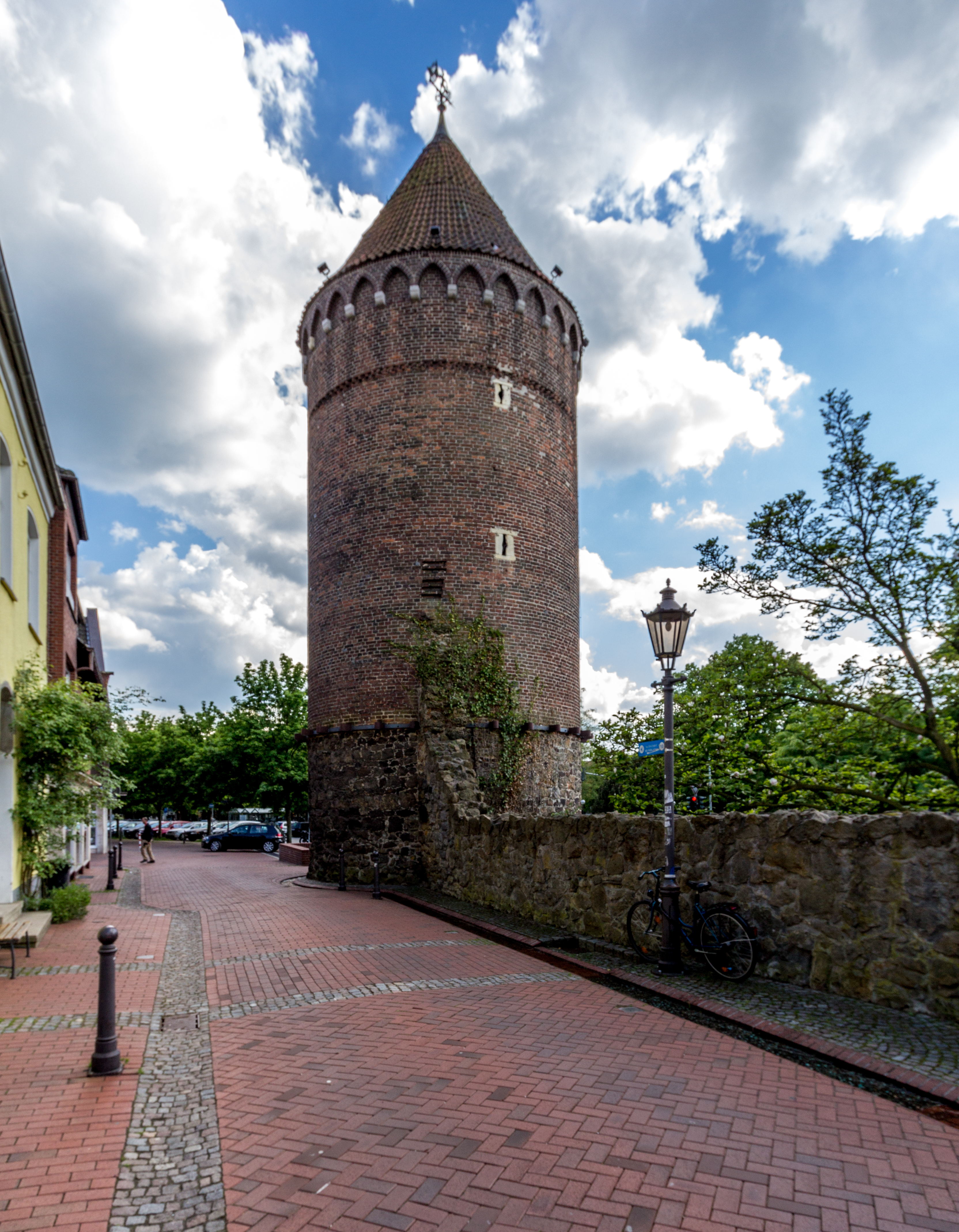
La «Torre dels set diables» (Siebenteufelsturm) i unes restes de les muralles

## Nascuts a Haltern
- Benedikt Höwedes, futbolista del Schalke 04 i Alemanya
- Joseph König (1843-1930), químic
- Christoph Metzelder, exfutbolista del Schalke 04 i ara del club TuS Haltern

## Agermanaments
- Districte de Rochford, Essex, Regne Unit
- Roost-Warendin, França
- Sankt Veit an der Glan, Àustria
- Norwich, Essex, Regne Unit